# Mihály (Taksony fia)
Mihály – valószínűsített pogány nevén Béla – (955 körül – 990 körül) Taksony fejedelem fia, Géza fejedelem öccse, a megvakított Vazul herceg apja.
Mihály 972-ben keresztelkedett meg bátyjával, Gézával együtt, aki az István nevet kapta a keresztségben. A keresztelő szertartást az I. Ottó német-római császár által küldött Prunward Sankt Gallen-i szerzetes, mint térítőpüspök végezte, miután Géza üzent a császárnak, hogy át kíván térni. A fejedelem–herceg páros keresztnevei jelképesek, a Sztefanosz „megkoszorúzott”-at jelent, azaz királyra jellemző név, a karddal ábrázolt Mihály pedig duxra, hercegre.
Két fia született, Vazul és Szár László akiknek életkora alapján 980 körülre tehető házassága. Fiait a görögkeleti egyházban szokásos – Vaszilij, Vladiszláv – nevekre keresztelte. A Vaszilij Szent Vazul kultusza alapján terjedt el, de Vladiszláv is gyakori név volt Sámuel bolgár cár családjában. Elképzelhető tehát, hogy Mihály felesége egy bolgár hercegnő volt, s a házasság a magyar-bolgár szövetséget pecsételte meg.
Mihály szálláshelyeinek meghatározását megnehezíti, hogy nem ismerjük pogány nevét – mint pl. Szent István esetében a Vajkot –, csak amit a keresztségben kapott. A helyneveket a nép viszont ekkor még a pogány név után adta. Mihály utódai, a Péter utáni Árpád-házi királyok gyakran adtak 10. századi Árpád-házi nevet utódaiknak, mint pl. Levente, Géza, Álmos. Mihály név viszont egy sem akad, míg Géza kettő is, ami azért is furcsa, mert Mihály a felmenőjük volt, Géza nem. Ez nagy valószínűséggel amellett szól, hogy az utódok között kellett lennie a Mihály pogány nevét viselőknek is. Megvizsgálva azon területek – pl. a dukátus – helyneveit, ahol Géza is és Koppány is birtokos volt, a velük közeli időben birtokló Mihály neve után kutatva Györffy Györgynek feltűnt a Béla név a Koppány és Décs/Gyécsa helynevek között. A Béla név látszólag előzmény nélkül lett a legnépszerűbb név az Árpád-házi királyok között, és már korábban is felvetették azt a lehetőséget, hogy Mihály pogány neve – a bojla méltóságnévből eredő – Béla volt.
Mihály még Géza életében meghalt, fiai pedig még gyermekek voltak, ezért nem okoztak gondot Géza utódlásakor fiának, Istvánnak.